# الأدب الشيعي
الأدب الشيعي هو فرع من الأدب الديني الإسلامي . تتناول مواضيعها فضائل ومناقب أهل بيت نبي الإسلام محمد . تشكلت هذه الأداب وانتشرت باللغات العربية والفارسية والتركية الأذربيجانية وعلى الرغم من اختلاف الظروف السياسية والاجتماعية والثقافية بين اللغتين العربية والفارسية، إلا أن الشعراء الشيعة غالبا ما اتخذوا نفس الأساليب على مر الزمن، مما أدى إلى وجود تشابه بين الشعر الشيعي في اللغتين.

## الشعر العربي الشيعي
ظهر الشعر العربي الشيعي في مطلع التاريخ الإسلامي بقصيدة الشاعر حسان بن ثابت في يوم غدير خم. ثم تتلوها قصيدة حجر بن عدي في مدح علي بن أبي طالب التي وصفت بأسلوب وتعبير جميل، لكن المعنى والعاطفة على مستوى أدنى وأبسط، وتنعكس المعتقدات الشيعية فيها بشكل عام، وبالتالي لا يمكن اعتبارها شعرًا شيعيًا بحتًا، كانت مواضيع الشعر الشيعي العربي في عهد الخلفاء الراشدين وبداية الخلافة الأموية هي قضية ولاية علي بن أبي طالب وحادثة غدير خم، وحادثة السقيفة ، والغضب والحزن في أشكال السخرية والثناء والرثاء، اما عاشوراء فهو موضوع آخر أوصل الشعر الشيعي إلى مرحلة جديدة وأحدث تغييرًا كبيرًا فيه، ابتكر الكميت بن زيد الأسدي أحد شعراء الشيعة في العصر الأموي، أسلوبًا جديدًا في الشعر الشيعي، حيث أسس أسلوب الجدل باستخدام المنطق، ومن أهم سمات الشعر الشيعي في تلك الفترة طابعه السياسي. ومن سماته الأخرى: انعكاسه للسياسة الدينية وعاطفته الملتهبة والشديدة وملاءمة أسلوبه لدافع التأليف.
وفي العصر العباسي دخل الشعر الشيعي مرحلة جديدة، إذ تحول مضمون الشعر من الدفاع عن أحقية الخلافة وفضلها من حيث الميراث والنص إلى الدفاع عن الأحق والأعدل حسب إعتقادهم، ومارس الشعراء في هذا العصر التقية في شعرهم، ومن سمات الشعر في هذه الفترة جانبه البصري. ومن شعراء الشيعة في العصر العباسي: منصور النمري وأبو تمام ، ودعبل الخزاعي ، والشريف الرضي ، ومهيار الديلمي. 

## الشعر الشيعي الفارسي
بدأ الشعر الشيعي الفارسي في وقت متأخر كثيرًا عن الشعر الشيعي العربي، نما في القرن الرابع الهجري وأصبح متماسكًا بالمجال العربي، بدعم من سلالة البويهيين، كان الرودكي أبو الحسن كسائي والفردوسي هم المبادرين بهذا الاتجاه، وكان ناصر خسرو وأنوري الأبيوردي والسنائي وأبو المفخر الرازي من بين الشعراء الذين دمجوا موضوعات شيعية وفاطمية في قصائدهم. كانت خصائص الشعر الشيعي الفارسي في القرن الرابع هي تلاوة المناقب وذكر فضائل ومديح النبي وأهل البيت، وبدرالدین الرازي هو مثال على هؤلاء الشعراء الذي بدأ بكتابة المراثي الدينية، في القرن السابع انخفضت التوترات والحساسيات الدينية والعقائدية، زاد عدد الشعراء الذين كتبوا قصائد في مناقب أو مراثي أهل البيت، مثل فخر الدين العراقي وسلمان الساوجي وخواجو الكرماني والحسن الكاشي، فأصبح كتابة القصائد الدينية بالتحديد أمرًا شائعًا في القرن التاسع، وفي القرن العاشر، مع صعود الصفويين وُضعت الحكومة والعلم والثقافة والأدب في خدمة التشيع، كان العصر الصفوي في إيران العصر الذهبي للتشيع وازدهار الأدب الشيعي، وأشهر من برز في هذا العصر محتشم الكاشاني وكان بابا فغاني وأهلي الشيرازي ولساني الشيرازي و محمد بن سليمان ووحشي البافقي من بين الشعراء الآخرين المعروفين في هذه الفترة. ارتفعت كتابة المراثي، وخاصة عن عاشوراء، بشكل حاد خلال هذه الفترة، وفي العصر القاجاري، وعلى عكس العصرين الأفشاري والزندي، نما الشعر الشيعي الفارسي كميًا، لكنه عانى من أضرار سابقة من حيث الجودة. ومن بين الشعراء البارزين في هذه الفترة: حزين اللاهيجي، عاشق الأصفهاني ، وسليمان الصباحي، ونشاط الأصفهاني، والجندقي، ووصال الشيرازي.

## الشعر الشيعي الأذري
وفي مجال الأدب الشيعي الأذري (التركي الأذربيجاني)، تأسست مجلة "رسم محتشم" الفصلية كأول مطبوعة متخصصة في هذا المجال على يد الأستاذ حامد نوبخت يغانه، والتي تركز على تقديم ودراسة الشعر والنثر الشيعي باللغتين الفارسية والتركية. وتتعاون دار نشر نوبختيان مع هذه المطبوعة في مجال حفظ ونشر الأعمال الأدبية الشيعية.